# Rufo Chacón
Rufo Antonio Chacón Parada (San Cristóbal, Venezuela, 2003) es un estudiante venezolano que perdió la vista el 2 de julio de 2019 después de ser herido por dos efectivos de Politáchira con un disparo de perdigones a quemarropa durante una protesta por falta de gas doméstico en su comunidad en la autopista La Fría, San Cristóbal, en el estado Táchira.

## Agresión
El 2 de julio de 2019, a los 16 años, Rufo perdió ambos ojos después de ser herido por un disparo de perdigones a quemarropa de funcionarios de Politáchira durante una protesta por falta de gas doméstico en su comunidad en la autopista La Fría, San Cristóbal, en el estado Táchira. Según su madre, Adriana Parada, la policía empezó a disparar y a golpear a los protestantes sin previo aviso, ella fue a ayudar a su hijo de 14 años, a quien estaban golpeando en la cabeza, y acto seguido un policía le disparó a Rufo, mientras que otro lo volvió a atacar mientras estaba en el suelo. Adriana declaró «Mi hijo perdió los ojos porque quería ayudarme a reclamar el gas que tanto necesitamos» y «Mi hijo se quiere morir, me le arruinaron la vida».
Rufo fue sometido a una intervención quirúrgica; recibió 52 perdigones en la cara, de los cuales ocho se alojaron en el globo ocular izquierdo y cuatro en el derecho. Según los primeros reportes médicos, el rostro quedó desfigurado por las lesiones. El doctor Luis Ramírez, jefe del hospital de San Cristóbal, declaró que Rufo perdió la vista para siempre.

### Investigaciones
Los funcionarios policiales Javier Blanco y Henry Ramírez fueron detenidos por el hecho, y también son señalados de golpear a otra adolescente de 14 años que también participaba en la manifestación.
Adriana Parada, la madre de Chacón, denunció que el 12 de julio, cuando asistió a los tribunales para llevar a cabo la prueba anticipada necesaria para la investigación, conoció que los funcionarios detenidos ya no se encontraban bajo la custodia del Cuerpo de Investigaciones Científicas, Penales y Criminalísticas (CICPC), sino que se encontraban a cargo de Politáchira, el cuerpo al que pertenecían, gozando de protección y habiendo sido trasladados de manera ilegal, sin orden del tribunal. En octubre de 2021 fueron condenados a prisión dos funcionarios de PoliTáchira por la fiscalía 16 y 20, Javier Useche Blanco sentenciado a 27 años y 9 meses y Henry José Ramírez Hernández sentenciado a 21 años y 5 meses por disparar perdigones directo al rostro contra Rufo y otros manifestantes menores de edad, entre ellos un hermano de Rufo.

### Reacciones
La gobernadora del estado Táchira, Laidy Gómez, aseguró que la policía estatal estaba siendo direccionada para reprimir a la población desde que fue intervenida por órdenes del ministro de interior y justicia, Néstor Reverol, hacía 20 meses. El director de Politáchira, Jesús Arteaga, reconoció que hubo violación de derechos humanos en el caso de Chacón por parte de los responsables.
La diputada a la Asamblea Nacional Karim Vera denunció que el funcionario de la policía del Táchira que disparó los perdigones al rostro de Chacón estaba ejerciendo el cargo de jefe de la Brigada de Orden Público en el cuerpo policial y tenía un expediente abierto por haber cometido un hecho similar en las protestas nacionales de 2017. El funcionario hirió de gravedad a la joven Ornelly Chacón, también con perdigonazos en la cara y en el cráneo, en una manifestación pacífica en la ciudad de San Juan de Colón, municipio Ayacucho del estado Táchira. La joven estuvo varios días en estado crítico y bajo cuidados intensivos. Vera le exigió a los diputados del Consejo Legislativo del estado Táchira que interpelaran al director de Politáchira para que explicara por qué el funcionario ostentaba dicha posición y estaba en actuaciones de control de manifestaciones al conocer sus precedentes.
El embajador de Venezuela ante la Organización de Estados Americanos designado por Juan Guaidó, Gustavo Tarre Briceño, calificó el caso de Rufo Chacón como “otra muestra más de una actitud inhumana y falta de consideración al respeto de los derechos humanos establecidos en la constitución”, asegurando que se tiene preparada una agenda para ser entregada a la Comisión Interamericana de Derechos Humanos con la finalidad de que los representantes del organismo “puedan tener acceso a todos los centros de detención y lugares donde se presentan casos de violación a los derechos humanos en el país”. La comisión permanente de familia de la Asamblea Nacional declaró que le solicitaría formalmente a la delegación de los derechos humanos de las Naciones Unidas en el país, designada por la Alta Comisionada, Michelle Bachelet, que iniciara una investigación exhaustiva en torno al caso de Rufo y de su hermano Adrián Chacón, quien también fue víctima de represión policial.
Usuarios en redes sociales iniciaron una campaña para ayudar a Rufo. La clínica oftalmológica Barraquer en Bogotá, Colombia, especializada en trasplantes de córnea, ofreció su ayuda para tratar a Chacón, y tanto el doctor Jeffrey Goldberg, de la Universidad de San Diego, en California, como el profesor de cirugía plástica de la Universidad de Pittsburgh Vijay Gorantla, estudiaron la posibilidad de hacerle un trasplante de ojos. A pesar de la intención de varias personas, tanto dentro como fuera de Venezuela, de apoyar financieramente a la familia, la madre de Rufo ha indicado que no ha sido contactada por ninguna clínica extranjera para plantearle alternativas que le permitan recuperar la visión a su hijo.

## Vida posterior

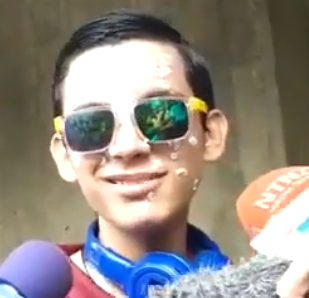
Rufo siendo entrevistado, pero ahora con sus lentes y crema facial

Junto a la ayuda de varios otros venezolanos, la familia Chacón consiguió establecer un kiosco de venta de alimentos en su casa. Sin embargo la alcaldía ejecutó una supuesta resolución donde ordenó el cierre de establecimientos informales y funcionarios de seguridad los obligaron a cerrar el local, dejándolos sin sustento.
El 30 de mayo de 2021, funcionarios del CICPC ingresaron a la vivienda de Chacón sin orden de allanamiento, trepándose por una cerca hasta llegar a la habitación de Rufo y arrestando tanto a su hermano como a él, además de llevarse dos motocicletas propiedad de la familia; ambos fueron trasladados a la sede del organismo. Rufo fue acusado de robar una moto y fueron interrogaron sin presencia de abogados o de familiares. Cuando su madre fue a las instalaciones a buscar a sus hijos, le dijeron la detención había sido una equivocación, y que podían irse si firmaba un acta. Ella protestó la inverosimilitud de que acusaran a Rufo de robar una moto siendo ciego.